# オペラ・トロピカル
『オペラ・トロピカル』は宝塚歌劇団の舞台作品。
花組公演。併演作品は『霧深きエルベのほとり』。
花組トップスター順みつきの退団公演。

## 解説
※『宝塚歌劇100年史（舞台編）』の宝塚大劇場公演のデータを参照
熱帯的世界を題材とし、それをオペラ的雰囲気の中に持ち込んだレビュー作品。
オペラ「カルメン」を基盤とし、一人の女を巡る二人の若者の恋のトラブルを描いた物語が、南国を舞台に繰り広げられる。カルメリオはエバと恋に落ちるが、魔女ミルテに溺れ、エバを忘れる。エバを見守る婚約者・アリ。しかし、エバはカルメリオを追い求める。
全場面、大階段を使ったダンスシーンがある。

## 公演期間と公演場所
- 1983年2月11日 - 3月23日　宝塚大劇場
- 1983年7月3日 - 7月31日　東京宝塚劇場
- 1983年5月1日 - 5月5日　福岡市民会館
- 1983年5月7日 - 5月22日　別府、大分、宮崎、都城、熊本、水俣、久留米、川内、鳴門、和歌山、奈良

## 宝塚大劇場公演のデータ
形式名は「レビュー」。20場。

### スタッフ（宝塚大劇場公演のデータ）
- 作・演出：草野旦
- 音楽：寺田瀧雄、高橋城
- 音楽指揮：岡田良機
- 振付：喜多弘、朱里みさを、名倉加代子、謝珠栄
- 装置：大橋泰弘
- 衣装：任田幾英
- 照明：今井直次
- 音響：松永浩志
- 小道具：万波一重
- 効果：扇野信夫
- 演出助手：正塚晴彦、中村暁、日比野桃子
- 制作：田中拓助